# Song-Köl (Fluss)
Der Song-Köl (kirgisisch Соң-Көл; auch Kökdscherty (Көкджерты)) ist ein rechter Nebenfluss des Naryn im kirgisischen Oblus Naryn.
Der Song-Köl bildet den Abfluss des gleichnamigen Sees Song-Köl, den er an dessen südöstlichem Ende verlässt. Der Fluss durchbricht das Gebirge zwischen Song-Köl- und Naryn-Niederung. Dabei weist er auf einer Länge von 62 km ein Gefälle von etwa 1160 m auf. Er mündet schließlich 30 km westlich der Gebietshauptstadt Naryn rechtsseitig in den nach Westen strömenden Naryn-Fluss.
Der Song-Köl ist ein Wildwasserfluss, der in 2–4 Tagen befahren werden kann. Er hat jedoch keine ausreichende Wasserführung für größere Rafting-Flöße. Die besten Bedingungen für eine Wildwasserfahrt sind gewöhnlich im August und September. Die Straße über den Terskej Torpok-Pass (mit 28 Haarnadelkurven) führt ein Stück entlang dem Flusslauf. Am linken Flussufer liegt das Karatal-Dschapyryk-Naturreservat (Кара-Тал-Жапырык).